# 六沟垅站
六沟垅站位于中华人民共和国湖南省长沙市岳麓区银盆南路和银双路交叉口南侧地下，是长沙地铁4号线与6号线的地铁换乘站，是长沙地铁4号线的五大特色站之一，其中4号线部分于2019年5月26日开通（5出入口2019年10月1日开启），6号线部分于2022年6月28日开通。

## 车站结构
| 地面      |                                           | 地铁出入口                              |  |
| 地下 一层 | 站厅层                                    | 站厅、售票机、客服中心                  |  |
| 地下 二层 |                                           | 4号线列车往罐子岭（下一站：观沙岭）     |  |
| 地下 二层 | 岛式月台，左边车门将会开启                |                                         |  |
| 地下 二层 | 4号线列车往杜家坪（下一站：望月湖）       |                                         |  |
| 地下 三层 |                                           | 6号线列车往谢家桥（下一站：湘雅三医院） |  |
| 地下 三层 | 岛式月台，左边车门将会开启                |                                         |  |
| 地下 三层 | 6号线列车往黄花机场T1T2（下一站：文昌阁） |                                         |  |

## 车站周边
- 奥克斯广场，位于5号出口银双路对面。5号出口已于2019年10月10日开通，与弘坤君寓接合；其附近的4号出口较狭窄，没有扶梯，出入都必须走楼梯。
- 岳麓区少年宫，位于银双路银盆南路交界处。